# 沖ノ島
沖ノ島（おきのしま）は、福岡県の宗像市に属する九州本土から約60キロメートル離れた、玄界灘の真っ只中に浮かぶ周囲4キロメートルの島。福岡県最北端の地でもある。宗像大社の神領（御神体島）で、沖津宮（おきつぐう）が鎮座する。
2017年（平成29年）、「神宿る島」宗像・沖ノ島と関連遺産群の構成資産の一つとして、ユネスコにより世界文化遺産に登録された。

## 概要

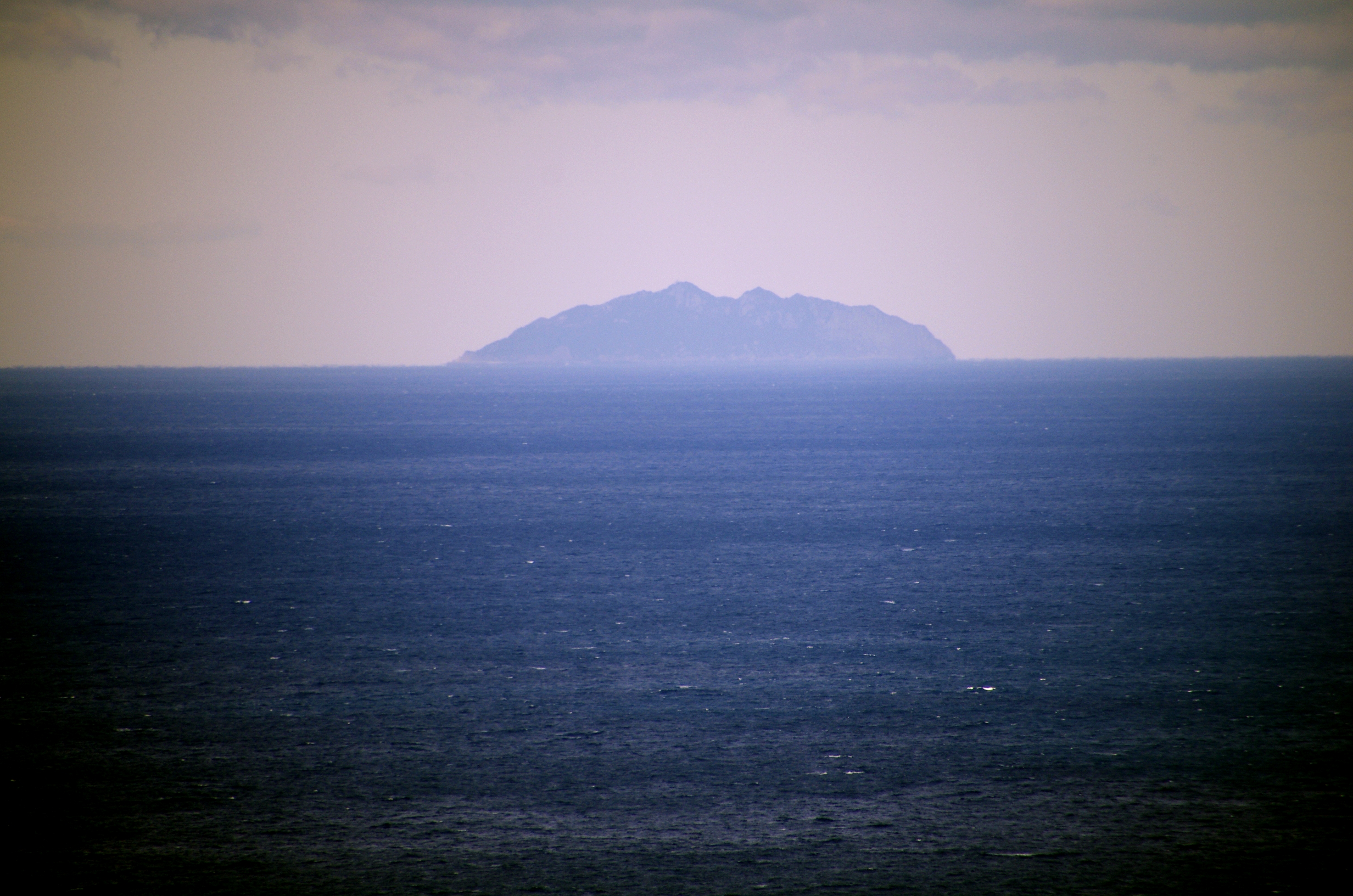
大島から見た全景

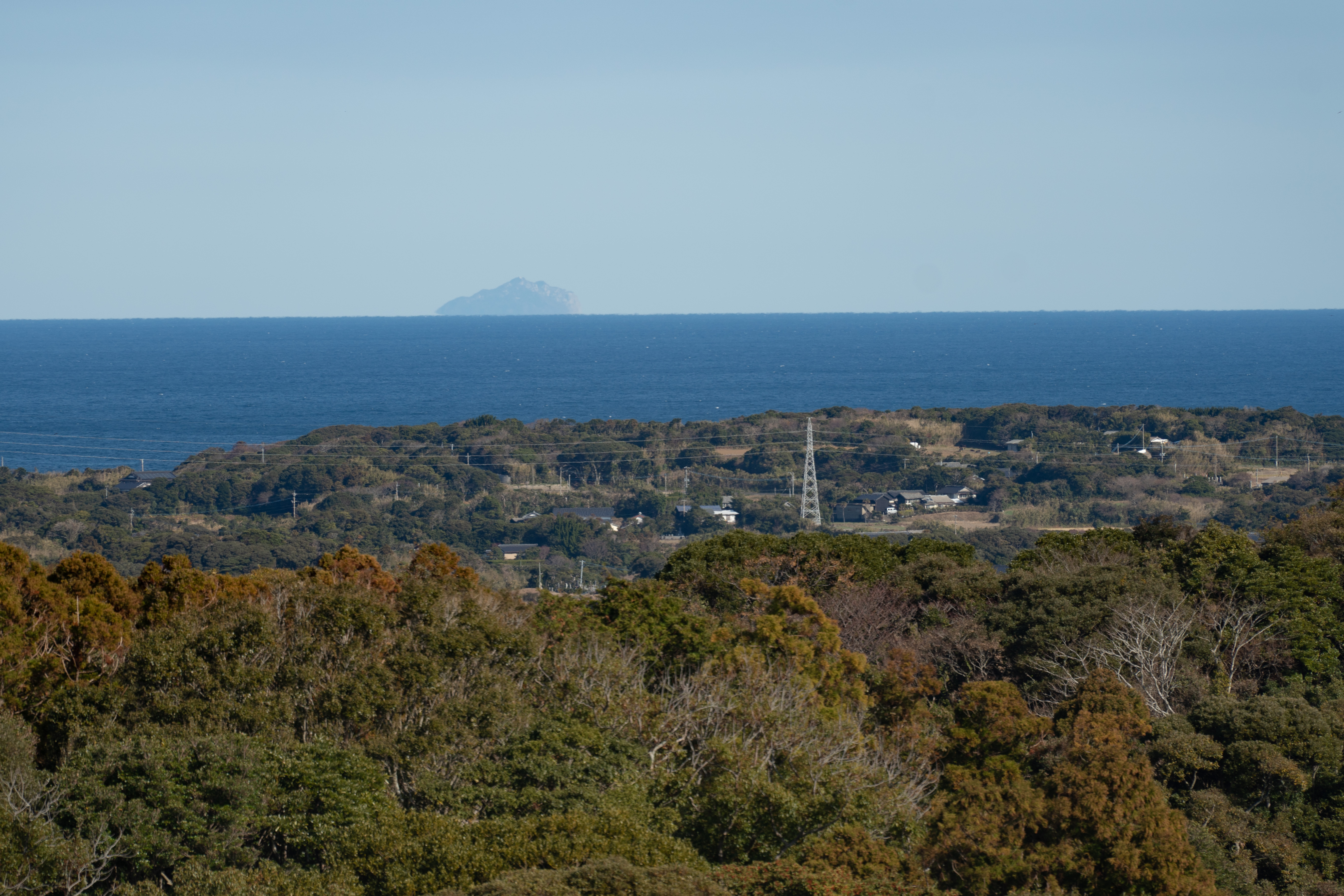
壱岐島（壱岐市立一支国博物館展望台）から見た沖ノ島。

「神の島」と呼ばれ、島全体が宗像大社沖津宮の御神体で、今でも女人禁制の伝統を守っている。また、男性でも一般人は毎年5月27日の現地大祭以外は上陸を基本的に認められず（後述）、その数も200人程度に制限されてきた。世界遺産登録に際して、島への接近・上陸対策の強化をユネスコから要請されたため、2018年からは研究者らを除く一般人の上陸は全面禁止とすることを宗像大社が2017年7月に決定した。
山の中腹には宗像大社沖津宮社殿があり、宗像三女神の田心姫神（たごりひめのかみ。宗像大社サイト参照）をまつっている。島は時の大和朝廷と朝鮮半島を結んだ海の道「海北道中」の中間地点に位置し、韓国の釜山までも145キロメートルしかない。元寇後の1297年（永仁4年）に編まれた『夫木和歌抄』に「うつ波に 鼓の音をうち添えて 唐人よせぬ 沖ノ島守り」と詠まれており、沖ノ島が神国思想の拠り所として最前線の防波堤の役割を担っていたことがうかがえる。1855年（安政2年）に作成された『皇国総海岸図』には「御号島」と記載される。無人島であるが、現在は宗像大社の神職が10日交代で派遣され、常時滞在している。
エジプト考古学者の吉村作治が提唱し九州全土、特に宗像地方を中心に沖ノ島を世界遺産にする運動が行われ、2009年（平成21年）1月5日に「宗像・沖ノ島と関連遺産群」（現在の名称は「『神宿る島』宗像・沖ノ島と関連遺産群」）の構成遺産の一つとして世界遺産暫定リストに追加掲載され、2015年（平成27年）7月28日に文化庁文化審議会により2017年の審査対象として選出。2016年（平成28年）1月28日に正式版推薦書がフランス・パリのユネスコ世界遺産センターに提出され、現地時間27日午後に受理された。9月8日、ユネスコ諮問機関国際記念物遺跡会議（イコモス）から派遣されたニューカレドニアの研究者クリストフ・サンドが上陸を許可され現地調査が行われた。2017年（平成29年） 5月6日に、沖ノ島と構成遺産の小屋島、御門柱、天狗岩のみ登録すべきとのイコモス勧告が出されたが、7月9日にユネスコの世界遺産委員会でイコモスによって除外された残りの構成資産（宗像大社辺津宮・中津宮、沖津宮遥拝所、新原・奴山古墳群）も世界文化遺産に登録されることが決まった。これにより、日本の推薦する全ての構成資産の登録が決定した。
領海保持の観点からは、領海及び接続水域に関する法律による特定海域（対馬海峡東水道）の領海を示す基点であり、排他的経済水域及び大陸棚の保全及び利用の促進のための低潮線の保全及び拠点施設の整備等に関する法律に基づく低潮線保全区域に設定もされている。

## 宗像大社沖津宮

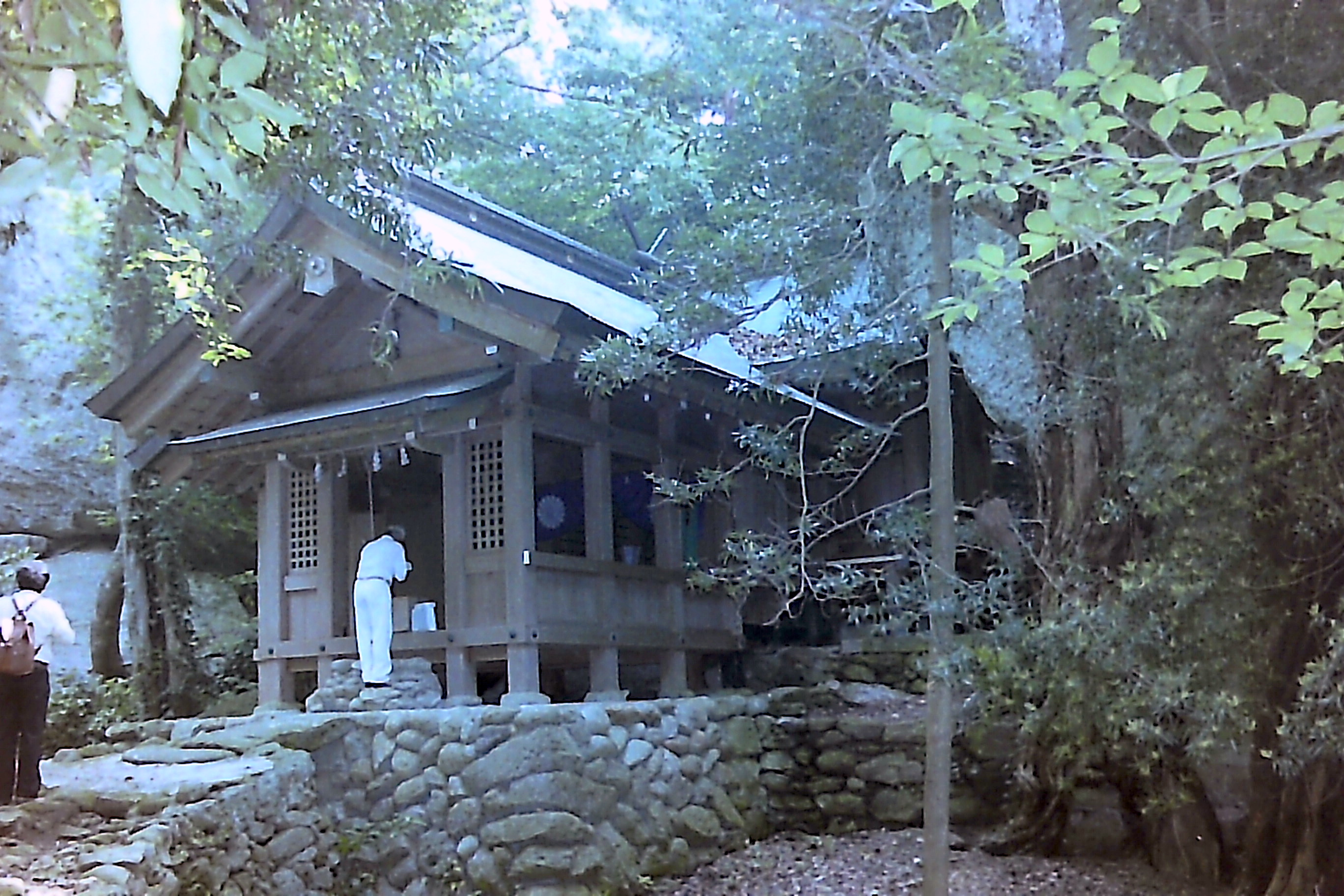
沖ノ島に鎮座する宗像大社沖津宮

沖ノ島の南西部、標高75～85メートル付近で巨石群（磐座）が密集する場所に鎮座する。石積み基壇上に木造銅板葺き屋根の神明造社殿が建つ。沖ノ島に社殿が建立された最も古い確実な記録は17世紀半ばで、それ以前の社殿の存在については分かっていない。古代以来、長らく自然崇拝の形式（古神道）を保っていた可能性がある。幕末の1851年（嘉永4年）には、福岡藩藩士の平野国臣らが沖津宮の社殿普請のため宗像大島に滞在している。何回かの改築・修復で1932年（昭和7年）にほぼ現在の形になった。「宗像神社境内」として文化財保護法により国の史跡に指定されている。
宗像三宮（沖津宮及び中津宮、辺津宮）は記紀に於いて御神名と鎮座地が明確に記述された最も古い社（創祀）であり、古事記には神代上巻、『故其先生神、多紀理毘売命胸形奥津宮坐、次市寸島比売命胸形中津宮坐、次田寸津比売命胸形辺津宮坐、此三柱神胸形君等以三前大神也』とあり。これは大和国大神神社の三諸山伝承の記述より先に出てきている。 日本書紀では第六段、アマテラスとスサノオの誓約で初出、天孫降臨より以前のアマテラスの神勅により、海北道中に降臨し天孫を助け天孫にいつかれよと玄界灘の島々に鎮座された。
前述の通り古事記には「胸形之奥津宮」とあり宗像大社の奥宮とするのは長年の旧慣であるが、近代的土地登記制度上では社寺等に無償で貸し付けてある国有財産の処分に関する法律（国有境内地処分法）により1952年（昭和27年）に宗像大社の所有地（神領）となったもので、それ以前は大蔵省所管名義であった。地籍登記上の住所は、福岡県宗像市大島沖ノ島2988番。
島に常駐する神職が寝泊りする社務所は御前浜（沖ノ島漁港）と呼ばれる港に設けられており、真水の湧水があり、太陽光発電装置や船舶無線などが完備されている。以前は浜より上段の高台に社務所があり、小さな畑が作られ耕作も行われていた。神職は毎朝、神饌を供える「日供祭」を日課としている。
2018年（平成30年）2月より社殿の修繕が行われ、10月に落慶した。

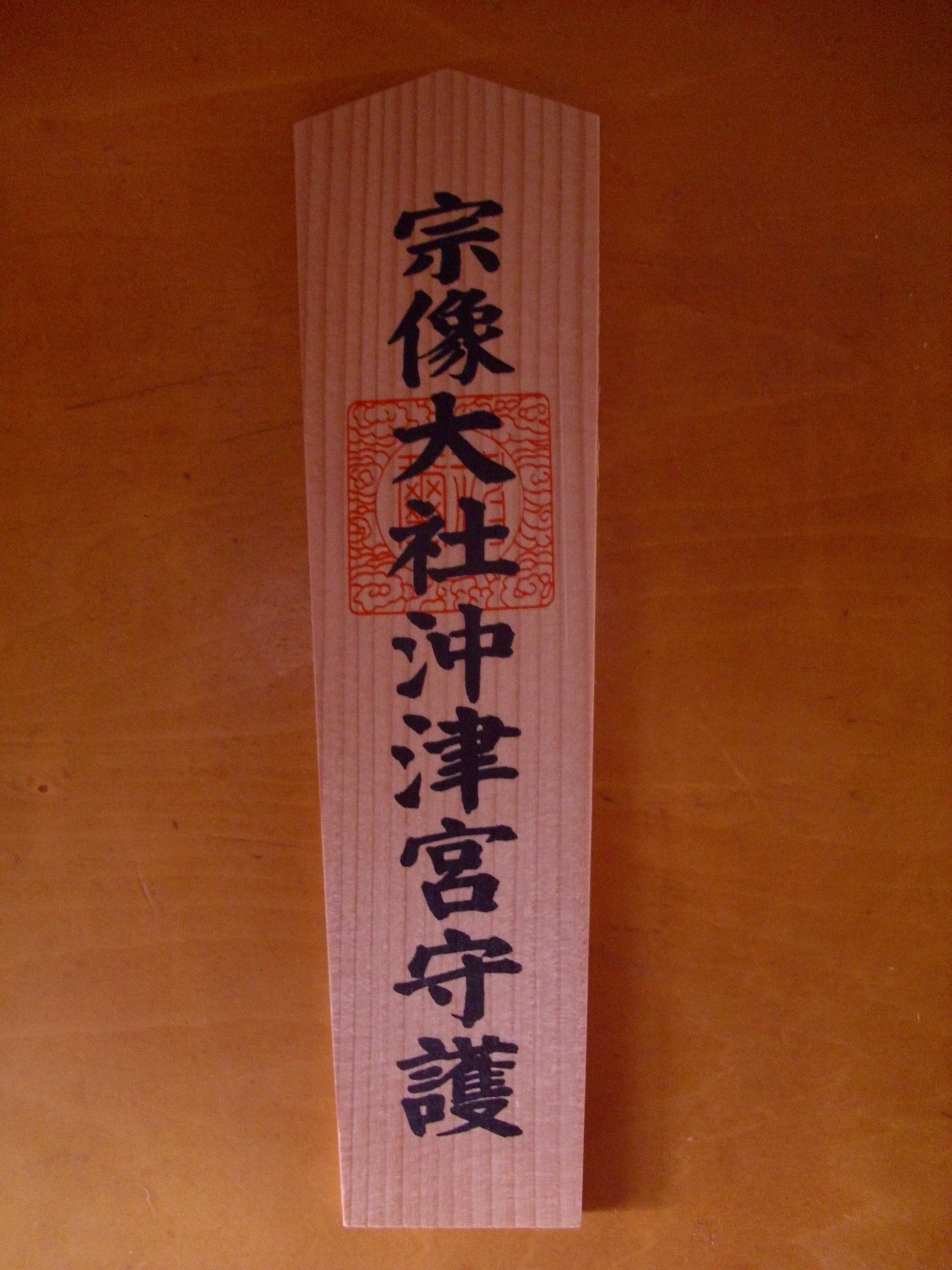
沖津宮の護符
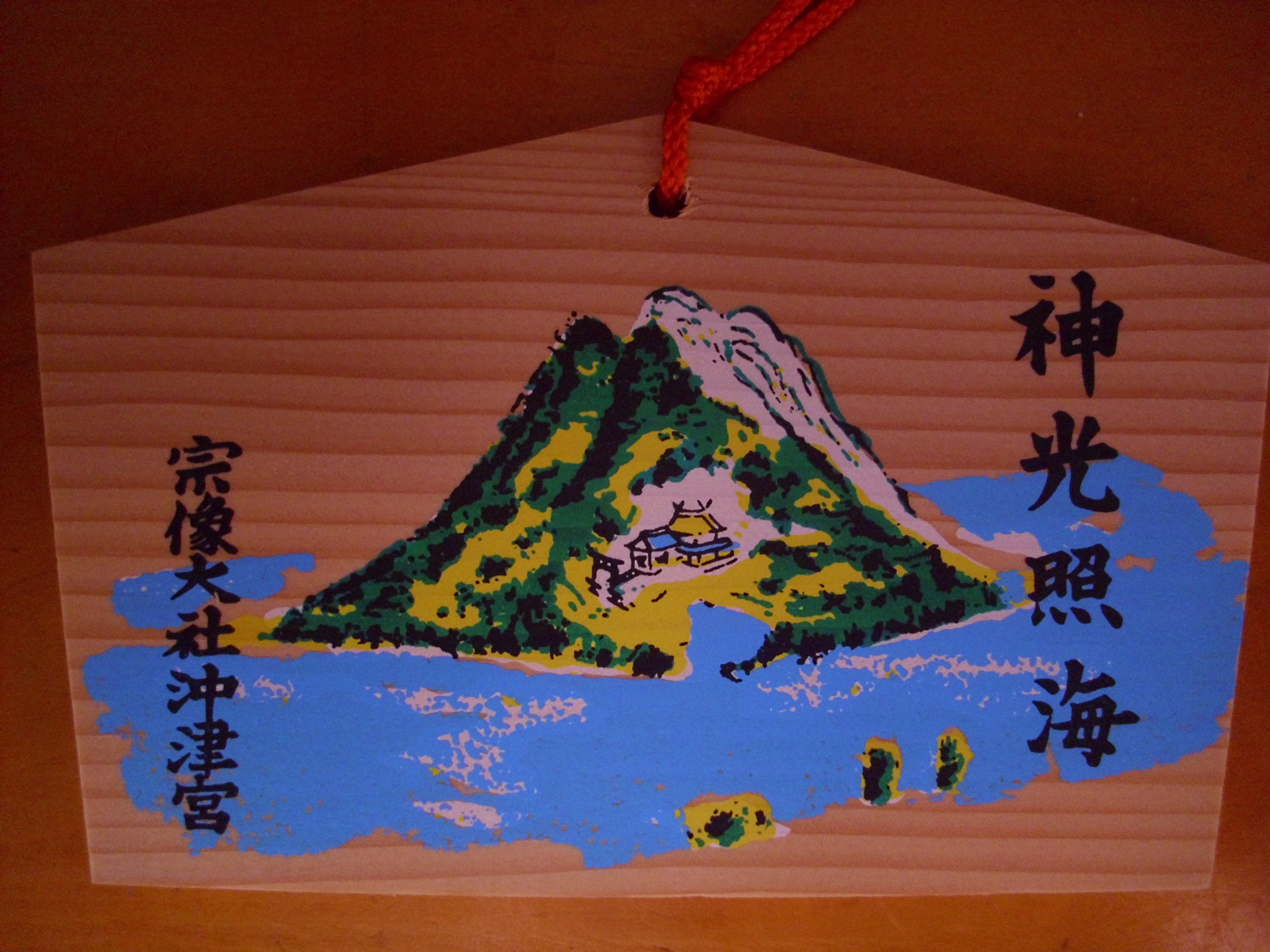
沖津宮の絵馬
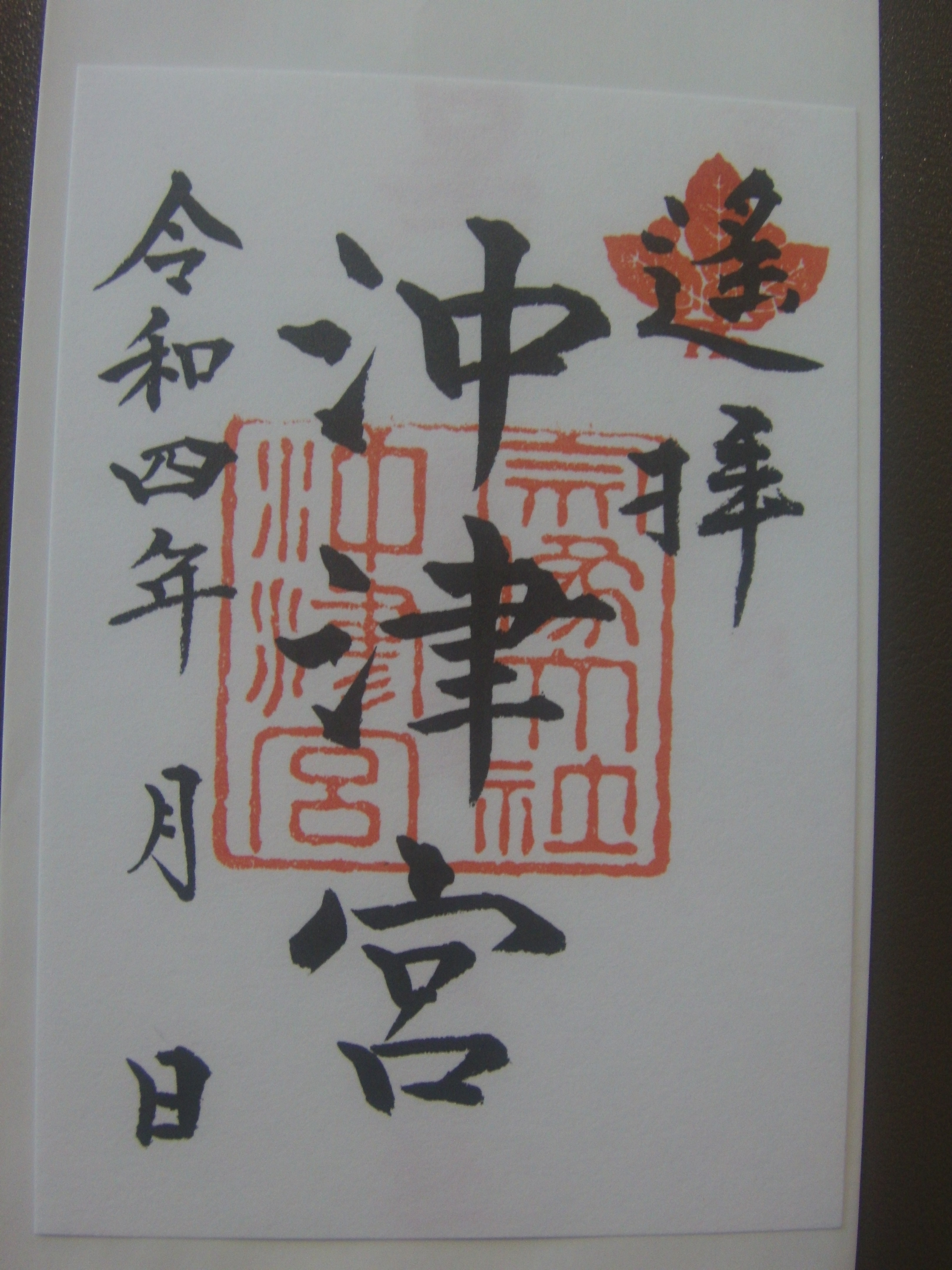
沖ノ島クルーズで配布された沖津宮の御朱印

## 海の正倉院

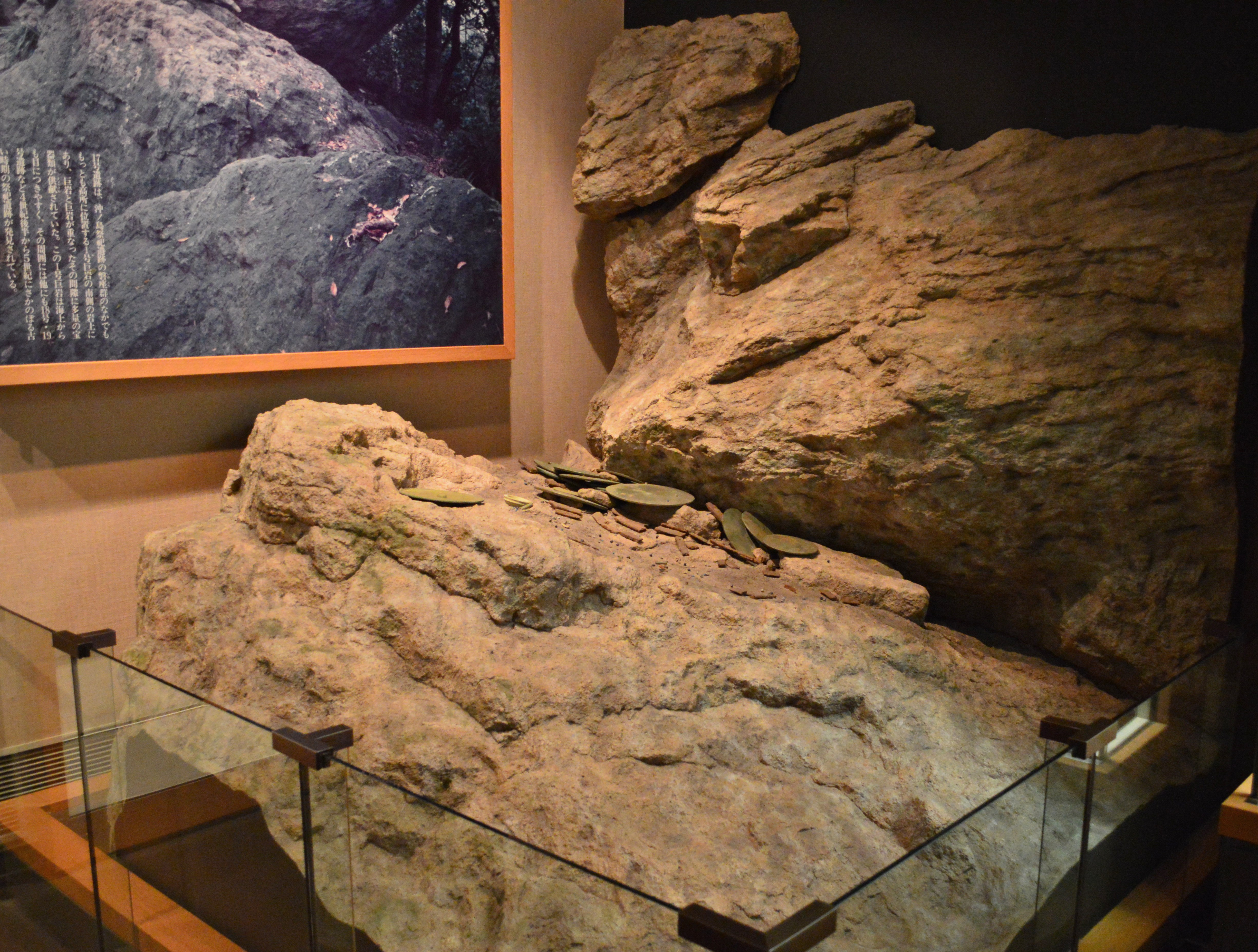
沖ノ島17号遺跡（複製）
国立歴史民俗博物館展示

旧社務所跡地での発掘調査で出土した土器や石器から、縄文時代前期には漁民らが上陸し、ミチ（ニホンアシカ）猟の漁業基地として使用していたことが確認された。出土した土器などの特徴から、北部九州、瀬戸内海、山口の広範囲から、漁民たちが訪れていた事が分かっている。第二次大戦中には、旧社務所から北西にのびる軍用道路のかたわらから細形銅矛が出土しており、弥生時代の在地祭祀で用いられたものとみられる。
沖ノ島で国家的な祭祀が始まったのは出土遺物の年代編年から古墳時代前期、4世紀後半頃と推測される。391年に倭国が高句麗へと出兵した際、北部九州が前線となった時期に相当する。祭祀の終了は9世紀末頃とみられ、894年（寛平6年）に遣唐使が廃止されたことや神道・神社の形式が確立したこと、仏教による鎮護国家の比重が増えたことなどとされる。
第二次世界大戦後、宗像大社復興期成会（発起人と初代会長は出光佐三）により1954年（昭和29年）- 1971年（昭和46年）にかけて三次にわたる発掘調査が行われ、沖津宮社殿周辺の巨石に寄り添う22の古代祭祀跡から約8万点の祭祀遺物が出土（そのほかに縄文時代・弥生時代の遺物が出土）した。これらのうち第一次・第二次調査出土品は1962年（昭和37年）に国宝に指定、第三次調査出土品は1978年（昭和53年）に重要文化財に指定された。2003年（平成15年）には上述の国宝と重要文化財を統合、さらに同年と2008年（平成20年）に未指定物件が追加指定され、関連遺物全てが国宝に指定されている。しかし学術調査されたのは祭祀遺構全体の3割に過ぎず、多くは手付かずの状態で残っている。こうしたことから、沖ノ島は海の正倉院と称される。

### 祭祀遺構

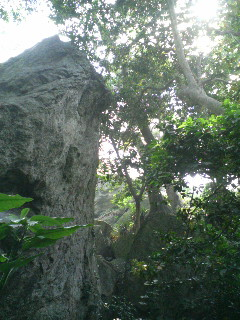
7・8号遺構があるD号巨石

沖ノ島の祭祀遺構の特徴は考古遺跡ながら一部は埋蔵文化財化しておらず、遺構や遺物が千年以上も地表に露出したまま荒らされずに残されている点にある。沖津宮が建つ島の中腹に12個の巨石（A～L号と呼称）と無数の岩が散乱する中に点在する。正倉院にも収められているシルクロードを介してもたらされたペルシア産ガラス碗など地方豪族では入手困難なものが多数含まれていることから、ヤマト政権による国家的な祭祀が行われていたと推測され、古代における沖ノ島の重要性を物語っている。位置関係と遺物編年から四つの時期に区分される。
1. 4世紀後半から5世紀にかけての岩上祭祀／巨石の上で祭祀を行ったもので、三角縁神獣鏡などの銅鏡が見つかっており、宗像氏と関連がある津屋崎古墳群の副葬品と共通するものもある：16・17・18・19・21号遺構
2. 5世紀後半から7世紀にかけての岩陰祭祀／巨石の岩陰で祭祀を行ったもので、新羅の都・慶州の大陵苑王墓（世界遺産慶州歴史地域）から出土したものと酷似する金製指輪など朝鮮半島由来の遺物が多い：4・6・7・8・9・10・11・12・13・15・22・23号遺構、4号は沖津宮社殿裏にあり洞穴状を成すことから「御金蔵」とも呼ばれてきた
3. 7世紀後半から8世紀前半にかけての半岩陰・半露天祭祀／岩陰に接する平場で祭祀を行ったもので、唐三彩など中国由来の遺物がみられる：5・（14）・20号遺構、第三次調査で14号は20号と同一の遺跡であると判明し現在では欠番扱い
4. 8世紀から9世紀末にかけての露天祭祀／岩場から離れた平地で祭祀を行ったもので、遺物は滑石製形代類と呼ばれる人や馬に似せた祭祀専用の石製品（雛形製品）などになり、国内生産品が主体になる。：1・2・3号遺構、3号は沖津宮のすぐ脇に位置する（上部社殿写真の右下面）。また、1号は遺構群の入口部に位置し周辺では10～15世紀にかけての土器皿（かわらけ）や賽銭とみられる中世の銭貨も見つかっており、古代祭祀が廃れた後も信仰の対象としては継続していたことが確認されている

この失われた4世紀と呼ばれる時代からの沖ノ島祭祀遺構は日本の国家祭祀の起源、神道考古学における原始神道の源流であると國學院大學教授の岡田莊司、笹生衛や九州大学教授の西谷正などが指摘している。根拠は伊勢神宮で最も古い9世紀の「皇太神宮儀式帳」に祭祀の方法などが酷似していること、または奉献品が同一であることなどが挙げられている。祭祀空間が時代とともに遷移したのは、徐々に大人数が参加する大規模なものへと発展したことでより広い場所を確保する必要性が生じたためと考えられている。
8世紀後半から9世紀には神仏習合が起こり、宗像大社でも読経が行われた事例が見られるが、古代の沖ノ島祭祀に関しては仏教的要素はみられず、露天祭祀遺構での雛形製品は神祇官による律令祭祀の表れとされる。
発掘調査での遺物回収は岩上および地表に露出していたものの表層回収（一部）とトレンチ調査で掘削した範囲内で行われたのみのため、岩陰および露天祭祀遺物の多くは現在でもそのまま島内に残されており、その後腐植土に埋もれたものや風雨で表土が流され新たに地表に露出した遺物もある。回収された遺物の多くは宗像大社（辺津宮）に併設された神宝館で見ることができるほか、東京の出光美術館も一部収蔵し不定期だが陳列することがあり、千葉県の国立歴史民俗博物館には祭祀遺跡や奉献品のレプリカが展示されている。
世界遺産登録審査が行われた第41回世界遺産委員会では、韓国が「沖ノ島の考古遺物の多くが古代の中国や朝鮮半島で作られたものであり、その分析を進めなければ価値は完全には証明できない」と共同研究の条件を付けて了承した。

## 日本海海戦
1905年（明治38年）5月27日、沖津宮の神官に仕えていた佐藤市五郎（1889～1974）が、樹上から日露戦争の日本海海戦の始終を目撃している。彼は両艦隊の乗組員以外で同海戦を目撃した数少ない人物の一人であり、その子細は明治以来書き継がれている『沖津宮日誌』に記されている。

### 戦跡遺構
沖ノ島は対馬海峡東水道に面する位置にある。このため1939年（昭和14年）、陸軍は沖ノ島に試製十五糎連装加農砲を2基4門設置し、下関要塞重砲兵連隊が配備され、敵艦船・潜水艦の撃退を任務とした。海軍も艦船を探査する防備衛所を置き、戦時中には陸海軍合わせて200人ほどの軍人・兵士が駐屯していた。白岳（標高162m）近くの藪の中に弾薬庫、島西部の高台には砲台跡など、戦争遺跡が残されている。一方、記事の写真などで同じく多くの戦争遺跡の残る千葉県館山市の沖ノ島と混同している場合が多々見受けられる。
これら軍事施設を築き、炊事のために神木である原始林を伐採し、オオミズナギドリとその卵を食糧とした。

## 島への上陸

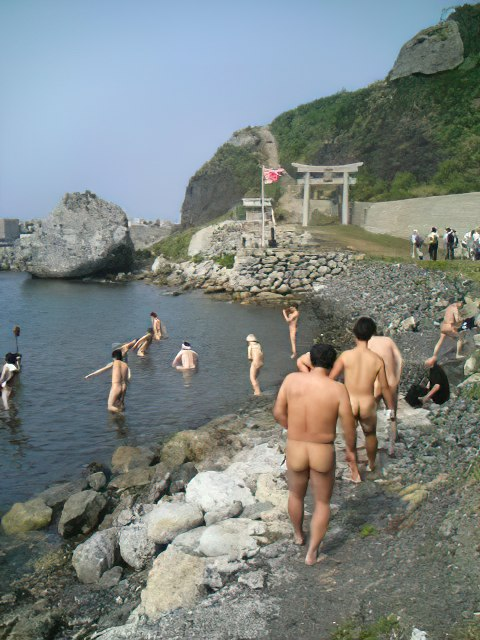
御前浜での禊の様子

### 立入制限
島は全域が宗像大社の私有地であるため、まず大前提として宗像大社の許可が無ければ（公権力の行使を除いては）島に上陸、立ち入ることはできない。また、島は重要な宗教施設であるとともに「沖ノ島原始林」として国の天然記念物にも指定されている。

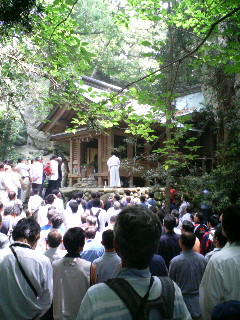
現地大祭での沖津宮参拝

2017年までは一般人の上陸が許可されていたが、これは通常毎年5月27日に日本海海戦を記念して開かれる現地大祭の時に限られていた。上陸できるのは事前に申し込みを行った中から抽選で選ばれた200人程の男性のみであった。
特別な立入許可に関しては、地元青年団（玄海未来塾など）による清掃奉仕、宗像系神社（厳島神社や弁財天）の神主・禰宜引率による正式参拝、政財界の有力者が代表を務める参詣団、灯台と携帯電話アンテナの保守点検や文化財・自然保全状況の確認作業員など、必要な場合の工事関係者等が事前に許可を得て上陸が認められる。ほか、2012年（平成24年）11月1日に宗像大社が招聘した世界遺産登録専門家会議の韓国人・中国人・スリランカ人・イギリス人研究者ら外国人が上陸、2015年（平成27年）10月24日に福岡で開催された国際記念物遺跡会議（イコモス）総会に伴いグスタボ・アローズ会長ら役員が上陸を認められている。
2015年11月17日には近年では初となる報道陣の一斉上陸を認めている。また、報道関係の一環としてテレビ番組等の取材も特別に許可される場合がある。なお、芸能人など有名人枠と言う物は存在せず、2017年までの一般人枠の中に入れてもらうか、報道番組取材の一環として参加するに止まる。
前述のとおり2018年以降、大社の特別な許可がない限り、現地大祭などの一般人の上陸許可を出さない方針とした。
以上の場合いずれも女人禁制と禊は守られている（後述）。

### 女人禁制について
世界遺産登録前、葦津宮司は「世界遺産になっても沖ノ島は開示するものではない」と明言しており、一般開放はもとより、女人禁制の伝統的禁忌も継承される。このことについて女性権利団体から抗議の声が上がり、観光業界でも懸念が広がった。
これに対しユネスコ指針「ジェンダーと世界遺産」では、「個々の宗教観や文化性は尊重する」「因習を話し合う場があるべき」とし、女人禁制が世界遺産登録審査の障害にはならないことを示唆していた。
国内法的には、宗像大社の私有地内であり、所有者が立ち入りを拒否する権利があり、女性差別などの違憲（日本国憲法第14条への抵触）には当たらないとの見解がある。世界遺産条約でも「当該国内法令に定める財産権は害さない」とし、所有権とその権利の行使を認めている。

### 不法上陸
沖ノ島は無人島で監視員も少ないため不法侵入が複数回起きている。
国際関係的には、1998年（平成10年）に対馬海流にのり北朝鮮からの脱北者が潜入し海上保安部に身柄を拘束される事件が起きており、遡れば1963年（昭和38年）には韓国から大挙34人もの密入国もあった。これらの場合、出入国管理及び難民認定法により退去強制することになる。領海は壱岐島（辰ノ島北西端の岩礁）、沖ノ島と見島との間で直線基線が引かれており、沖ノ島の領海12海里（約22.2km）に入る外国の船舶、艦船は元より、不法侵入を試みようとして沖ノ島の接続水域24海里（約44.4km）に進入した不法目的の船舶、艦船は国際法により拿捕、強制退去等の対象となる。なお居住離島とは考えられておらず、特定有人国境離島地域を構成する離島には指定されていない。
一方で日本人や在留資格者が無断上陸した場合、軽犯罪法1条32号（立入禁止場所等への侵入）が適用され、また刑法188条の礼拝所不敬罪にも問われる可能性がある。不法侵入対策として、島の港湾部に監視カメラが設置されることになった。
なお、島周囲の岩礁（実質的に島本体の地磯を含む）への磯釣り目的の上陸は容認されてきたが、2016年より福岡県と宗像市、宗像大社、漁業者が協議を重ね、その結果、島への接近は2kmまでとすることでほぼ合意した。しかし、2km以内の海域に入った日本籍船を取り締まる法律や条例はないので、自由に接近できる。。

### 上陸について
宗像大社に許可されたものの上陸はすべて神事の一環として行われ、現地大祭の前日に筑前大島の中津宮に参拝し、沖津宮奉賛会費（事実上の船代）2万円を支払い、島内に分宿。大祭当日は早朝より筑前大島船籍の釣り船などに分乗、2時間弱で島に到着する。現地に着いたあとは御前浜でまず全裸で海に入って禊（垢離）をしなくてはならない。
島全体が国の天然記念物であるため、島内の植物や岩石の収集は禁止されている。ただし、島内の湧き水（ご神水）のみは例外とされている。島での滞在は2時間程の制限時間がある。
大祭日、女性は大島にある沖津宮遥拝所から沖ノ島を遥拝する。
沖ノ島は第4種避難港指定を受けていることから、荒天時などに付近を航行中の船が避難できるよう港湾設備が整備されている。そうした際に寄港して上陸する場合には、社務所に許可を取って禊をすることが必要である。
前述のように2018年から、現地大祭時であっても一般人の入島は原則禁止されるため、沖津宮遥拝所から遥拝することになる。2018年2月17日に開催されたシンポジウム（於 イイノホール）において、葦津敬之宮司は「人が入らなくなった環境を数年毎に報道関係者に上陸してもらい広く伝えてもらうことを考えている」との方針を表明した。
宗像市は九州本土側の市内にある「海の道むなかた館」で沖ノ島の3次元映像を放映し、実際の上陸に代えて島の様子を見られる体験を提供している。
公職選挙法施行規則（昭和25年総理府令第13号）第16条に規定された「期日前投票又は不在者投票を行うことができる地域」として「大島二、九八八番地から二、九九〇番地までの地域（通称沖ノ島）」が指定されている。このため宗像市選挙管理委員会の期日前投票宣誓書には、期日前投票を行う事由の選択肢に「宗像市沖ノ島」が含まれている。

## 神聖性と世俗面
島全体が御神体であるとされ、年一回のみの上陸・女人禁制・禊などの禁忌から神聖性が強調される沖ノ島だが、江戸時代には福岡藩が防人をおいていた。これは神域を守る目的ではなく、江戸幕府の鎖国政策に伴う外国船の監視任務であった。
島での見聞については、島の別称でもある「不言様（おいわずさま）」として一切口外が許されないとされるが、江戸時代に入り貝原益軒は防人を務めた者からの聞き取りを行っており、『筑前国続風土記』に島の詳細な様子を記している。ただし江戸時代より以前は文書への記述すら憚りが有ったとの説もある。なお、現代でも「不言様」の範囲は鳥居（実物）から先の境内であり、船着き港周辺や島の外貌は特に公開など止められてはいない。
島内の「一草一木一石」たりとも持ち帰ることも許されないが、筑前の大名黒田長政は祭祀遺物の金銅製織機などを家臣に命じ取り寄せさせており、その後祟りがあったとして遺物は島に戻された。また、防人は嶋土産と称し山中から薬草を持ち帰っている。
島内での殺生は禁じられているが、防人や水夫らは魚介を食し、直会の後は酒盛りも行われていた。当然ながら防人は多数の武具を持ち込んでいた。
沖ノ島には筑前大島の漁師も訪れ、禊をして上陸していた。山中では「唾を吐かない」「用を足さない」「忌言葉を口にしない」といった不浄を避ける行いをするが、山と磯とには聖俗の境界があり、島全体を神聖化していた訳ではない。地籍図には島の東岸に2989番と2990番がふられ、漁業協同組合名義になっており、係留設備や船小屋が設けられていた（この工事の際には島の岩壁を爆破している）。レジャーとしての釣りが盛んになった現代では、沖ノ島周辺の海に漁礁を設けるため、多くの廃船を沈めている。なお、古くから地元漁民による漁業や釣りは海洋神である宗像神からの授かり物（賜物）という考え方により行われ、漁師は魚を宗像社へ奉納していた。また、頂上には沖ノ島灯台（後述）があり灯台に携帯電話のアンテナも併設されている。もっとも、神社以外の人工物は灯台と避難港としての船着き場の岸壁や擁壁護岸、係留施設、神職を含む関係者の居住家屋（太陽光パネルもある）など限定的である。
1888年（明治21年）には宗像大社自身が男性氏子を対象にした沖津宮参詣旅行を企画し、博多で参加者を募集して催行された（日程は6月24～27日）。
日露戦争時には陸軍の防衛基地が設置されたことで駐屯した兵士の口から島の様子が語られ（箝口令はなかった）、1936年（昭和11年）に宗像高等女学校（現宗像高校）の教師だった田中幸夫（1901～1982）が『宗像の旅』を上梓しその存在が全国に知れ渡り、歴史学・民俗学・宗教学などの学術論議が盛んになり、個人的に渡島する者も多かったという。
これらのことから沖ノ島の神聖性が強調され文化的空間が形成されるようになったのは明治時代、国家神道の成立過程と関わる向きもあり、イコモスの勧告でも「自然崇拝に基づく古代の沖ノ島信仰と現在の宗像大社信仰に継続性は確認できない」「女人禁制など沖ノ島の禁忌の由来は17世紀までしか記録をさかのぼれない」と指摘した。
参考文献：「宗像・沖ノ島と関連遺産群」世界遺産推進会議（福岡県人づくり・県民生活部文化振興課世界遺産登録推進室 - 福岡県） 

## 自然
島は新生代新第三紀中新世の地殻変動に伴い海底岩盤が隆起したものが原形とされ、中核部は主として石英斑岩からなる。第四紀更新世の最終氷期に日本列島がユーラシア大陸と陸続きであった時期、島の原形も陸地の一部（山）となり土壌が堆積。完新世に氷期が終わり海面上昇で対馬海峡や日本海が形成されたことで玄界灘の孤島が形成され、造山運動で海底に堆積していた対州層が周辺海域での火山活動で噴出し島の表面に露出する泥岩となった。
島の形状は北東⇔南西方向に尾根が走り、港や沖津宮がある正面（南東面）は急峻な崖がそそり立っているが、背面（北西面）は全体が崩れ落ち斜面を形成する（下記「登録後の遊覧」の画像参照）。島を上空から見ると尾根に向かって紡錘形をなし、北部に主峰一ノ岳（標高243.6m）がある。
沖ノ島は亜熱帯性植物の北限でビロウやオオタニワタリ等の亜熱帯性植物が生育し、森林域はタブノキやヤブニッケイ等を中心とした原生林であるため1926年（大正15年）10月20日に「沖の島原始林」として国の天然記念物に指定されている。また、ヒメクロウミツバメ、カンムリウミスズメ及びオオミズナギドリなどの海鳥の集団繁殖地となっており、1978年（昭和59年）3月31日に国指定沖ノ島鳥獣保護区（集団繁殖地）に指定され（面積97ha、うち特別保護地区94ha）、玄海国定公園の自然環境保全地域でもある。
その他の動物相としては、爬虫類でヘビが生息しておらず、天敵がいないことで海鳥が繁殖している点が上げられる。また、九州大学によって行われた昆虫調査では、99科448種が確認されている。
世界遺産推薦に際し掲げられたテーマに「宗像信仰の根幹となる海神（海洋）崇拝を表現する海（玄界灘）」があり、沖ノ島周辺海域の自然環境は重視される。1980年代に九州大学が実施した海洋調査では64科168種を確認したが、近年の調査では南洋系の熱帯魚などが増えており、海藻が育たなくなる磯焼けも発生し漁獲量が減少するなど地球温暖化（海水温上昇）を指摘する見方もある。
近年は、海洋投棄された漂流・漂着ごみの着岸が確認されており、聖域を汚すのみならず、景観や生態系を損なう恐れもある。

## 周辺の小島や岩礁

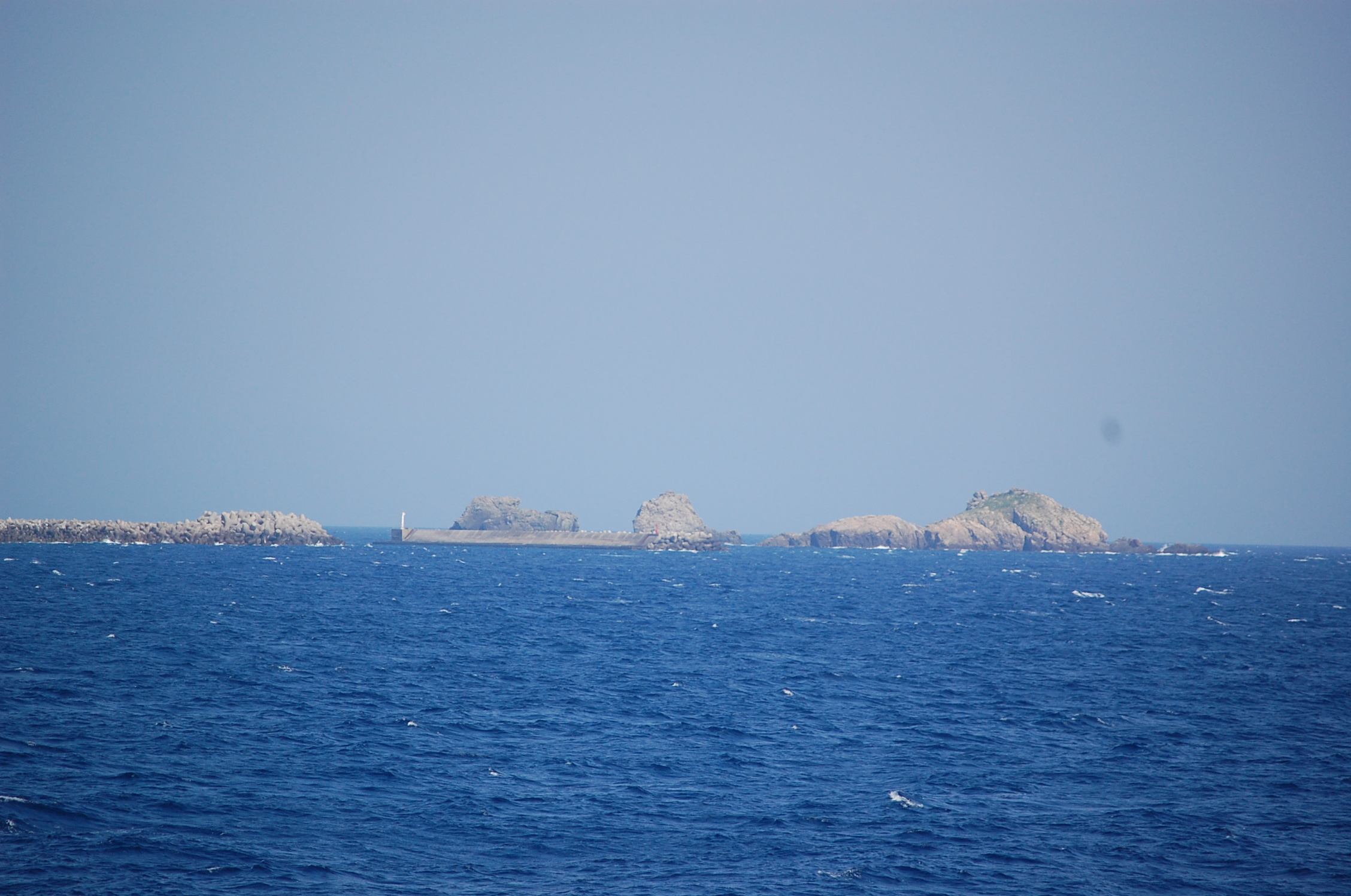
右から小屋島、防波堤越しの御門柱と天狗岩。左に伸びるテトラポットは沖ノ島の港を囲む堤防

沖ノ島の周囲には小島や岩礁、瀬が複数ある。島の南側約1キロにある小屋島と御門柱・天狗岩が沖ノ島の鳥居の役割を果たしているとし付帯施設として世界遺産候補の構成資産となり、世界遺産に求められる完全性（インテグリティ）としての法的保護根拠を満たすため史跡の追加指定がなされた。小屋島（標高29m）は瀬渡しの釣り船に紛れ込んで上陸したネズミがカンムリウミスズメを捕食し、生態系を脅かしている。
沖ノ島の北岸から20～30mにあるノリ瀬（北緯34度14分59.74秒 東経130度6分11.48秒 / 北緯34.2499278度 東経130.1031889度）は、「海洋管理のための離島の保全・管理のあり方に関する基本方針」（総合海洋政策本部決定）に基づき排他的経済水域の外縁を根拠付ける離島として2011年（平成23年）に行政財産化され、翌年にノリ瀬が正式な名称として地図・海図に記載されることになった。
この他、島の港湾施設目前にケーソンの防波堤があり、釣り目的で女性でも上陸が可能であったが、世界遺産登録に伴う島周辺域への接近制限により男性も含め上陸できなくなった。
また、島北東部の海底岩礁では人工的な階段や道らしい遺跡のような構造も見つかっている。一般に海底遺跡と呼ばれているが、学術的検証は行われておらず正式な遺跡として確定しているわけではない。

## 沖ノ島灯台
沖ノ島灯台（おきのしまとうだい）は、島の主峰一ノ岳の頂上に建つ白塔形の灯台である。灯火標高は253mで、日本では6番目の高さである。
灯台が設置されたのは、日本海海戦直前の1905年4月のこと。1921年（大正10年）に改修された際、国産初のフレネルレンズが設置され、2007年（平成19年）まで使われ続けていた。現在は無人化されている。
2002年（平成14年）、灯台にNTTドコモのアンテナが設置され、約20キロ四方の洋上で携帯電話（3G(FOMA)のみ）の通話が可能になった。なお、2017年7月までにLTE(Xi)への対応が予定されている。

## 世界遺産登録後の動向

### 追加研究
一般の上陸を制限したことから「見ることが出来ない世界遺産」となり、世界遺産登録時に世界遺産委員会から「沖ノ島の実態を知ることが出来るよう工夫する必要がある」と示唆された。この指摘を受け、巨石祭壇を撮影した写真と測量図に記された寸法などを融合するフォトグラメトリーによって3D立体化が進められている。

### 遊覧
2020年に就航したJR九州高速船の日韓定期航路（福岡市博多港⇔釜山）の新造船クイーンビートル（パナマ船籍）が新型コロナウイルス感染症の流行により運休となり、社員の雇用や船体の維持を図る必要から、通常外国船籍の船舶は内航海運業法により認められていないが、国土交通省から沿岸輸送特許を特例で承認されたことをうけ、定期航路復旧まで不定期に沖ノ島を外遊する日帰りクルージングのツアーとして販売する。
2021年3月に初回4度実施し、2回目を5・6月に実施予定だったが福岡県に緊急事態宣言が発出されたため催行中止になった。2022年に日本船籍へ変更したことでカボタージュ（内航海運）問題を解決し、コロナ流行も下火になったことから運航を再開。3時間半のコース中30分ほどかけ、約2キロの距離を保って島を一周する。時計回り・反時計回りになるかは現場海域の風向きで毎回異なる。同年11月に定期航路運航が再開したことから、クルーズツアーは終了した。

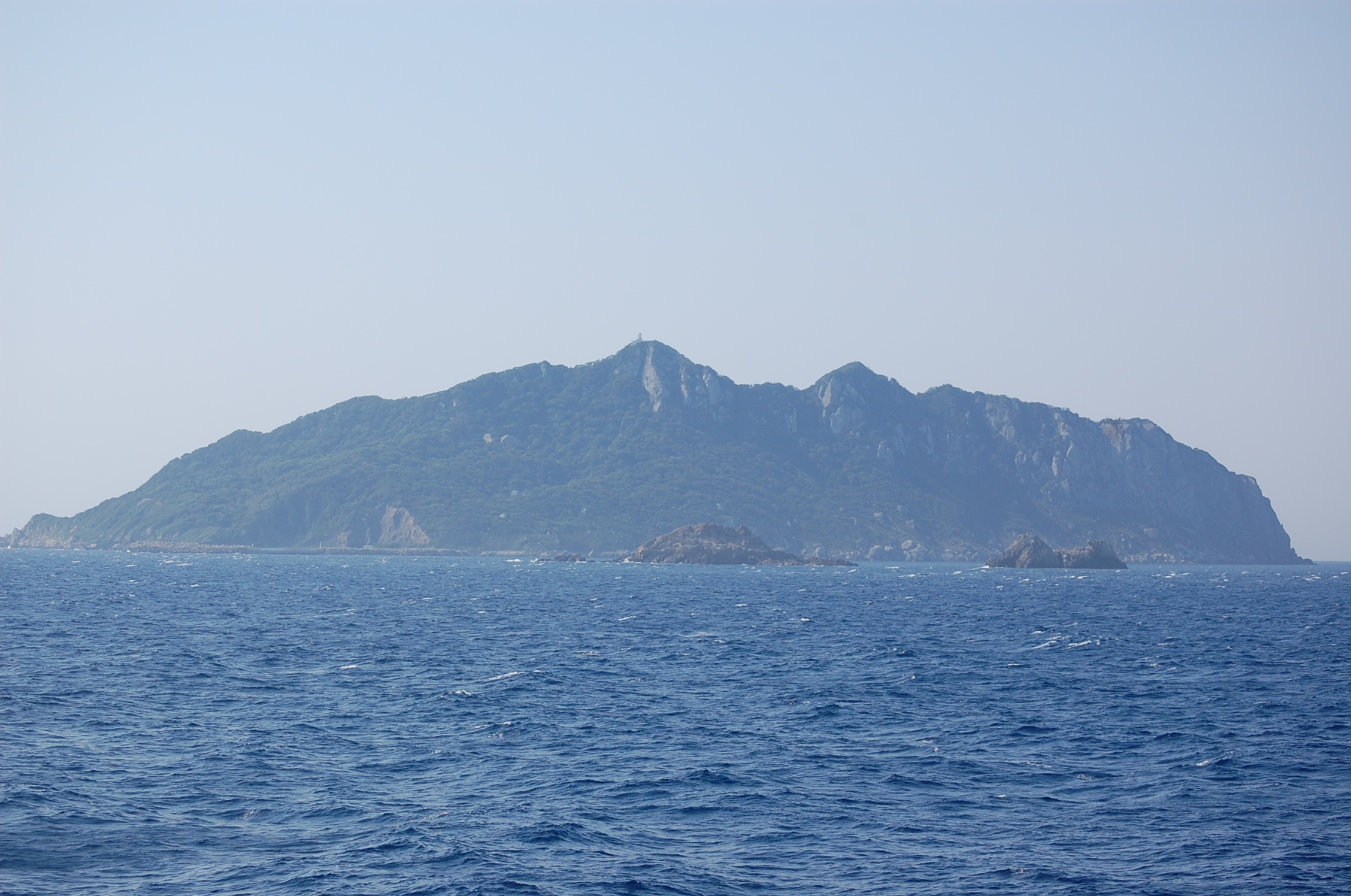
鳥居役の岩礁越しに（南東から）眺めた沖ノ島
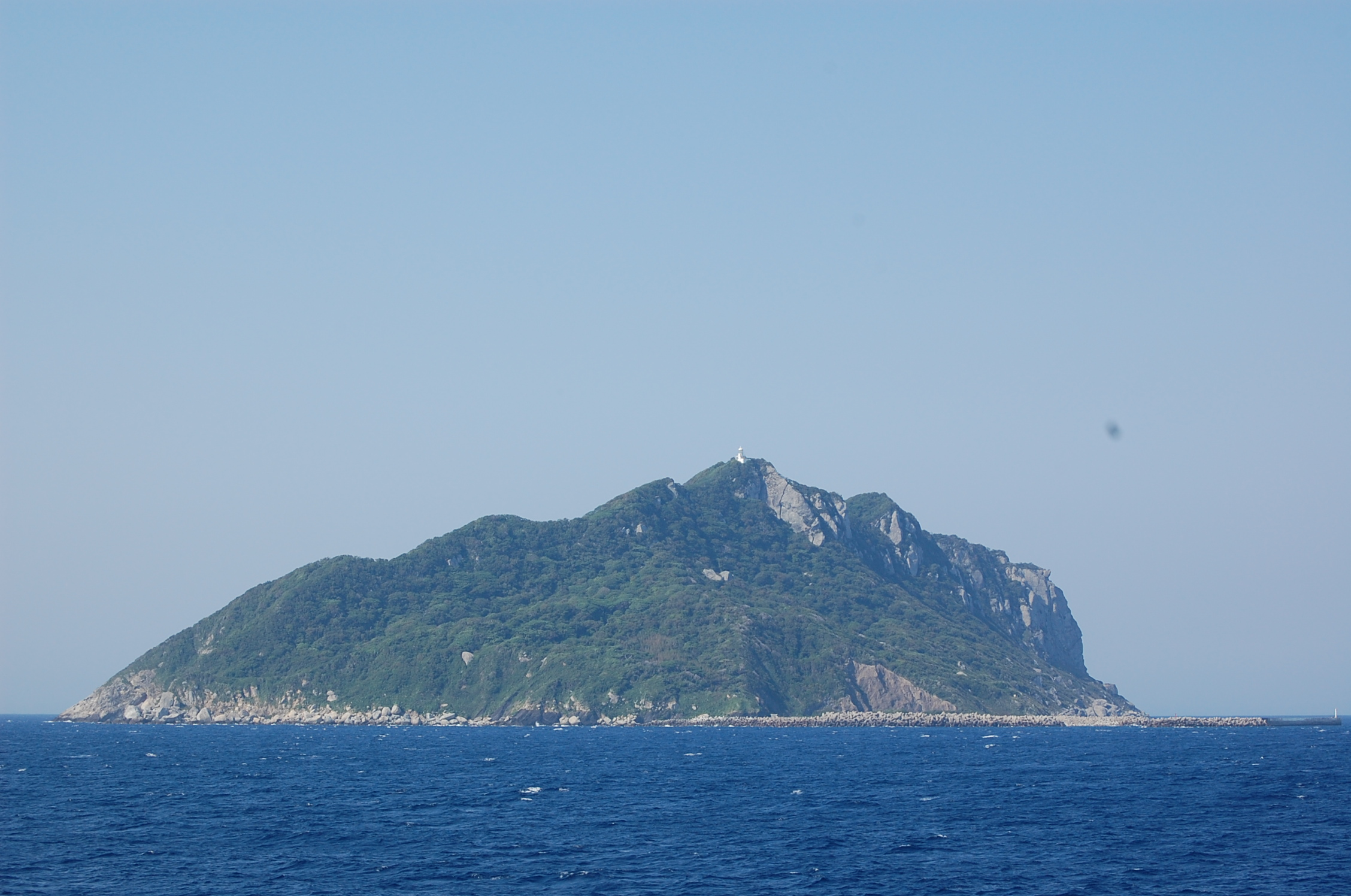
南西方向から
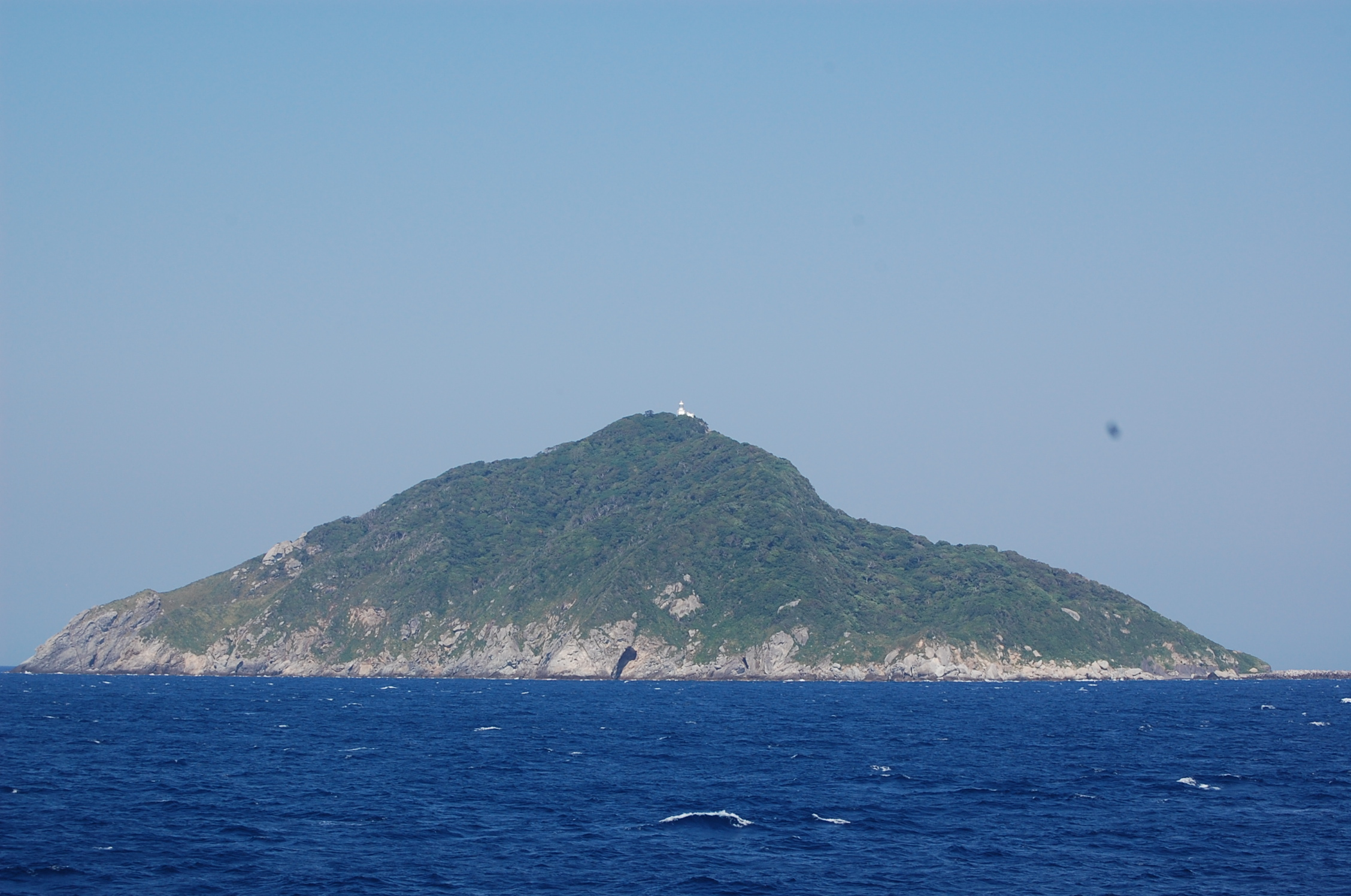
西方向から、頂上付近に灯台が見える
北西方向から
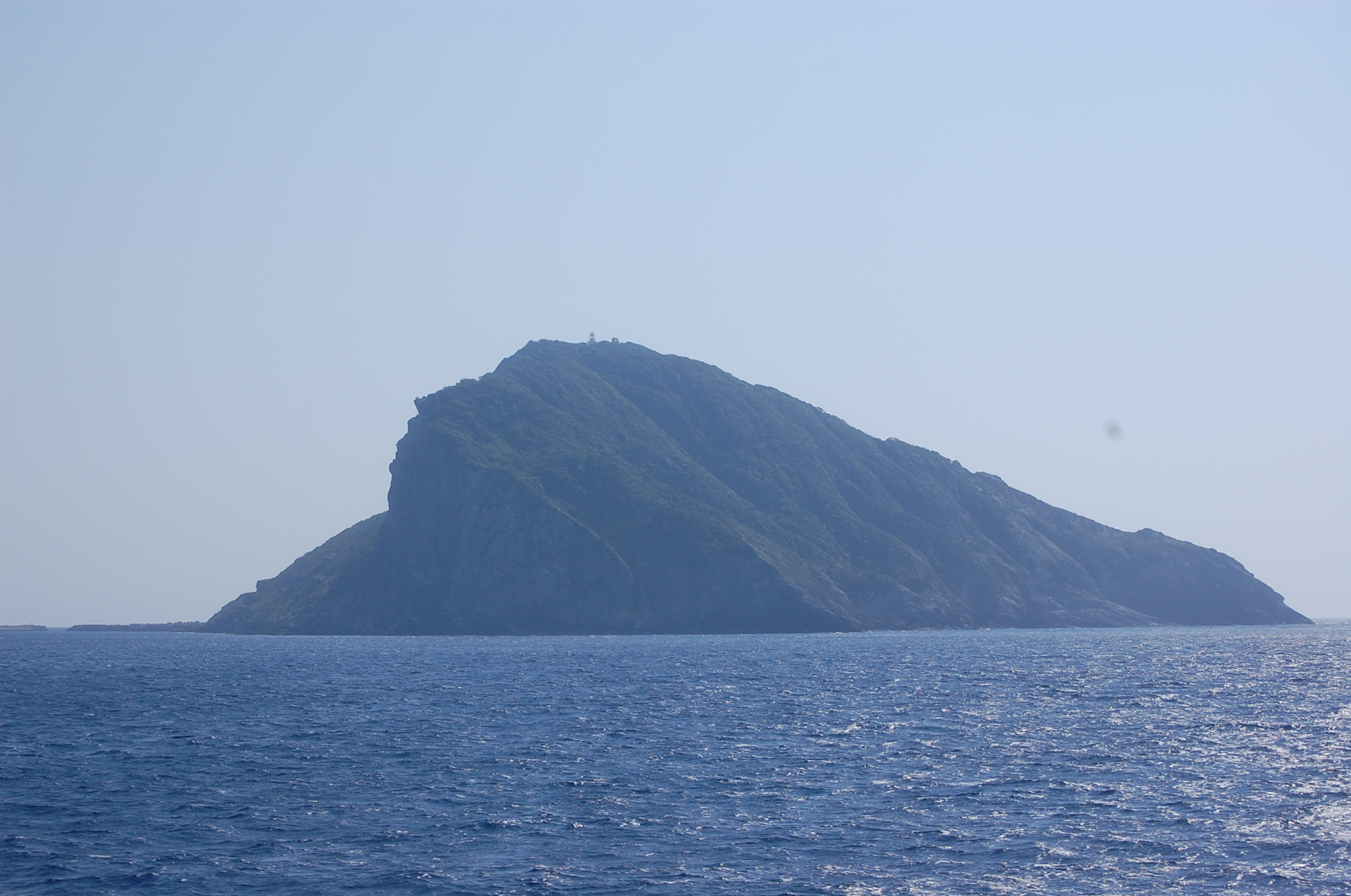
北東方向から
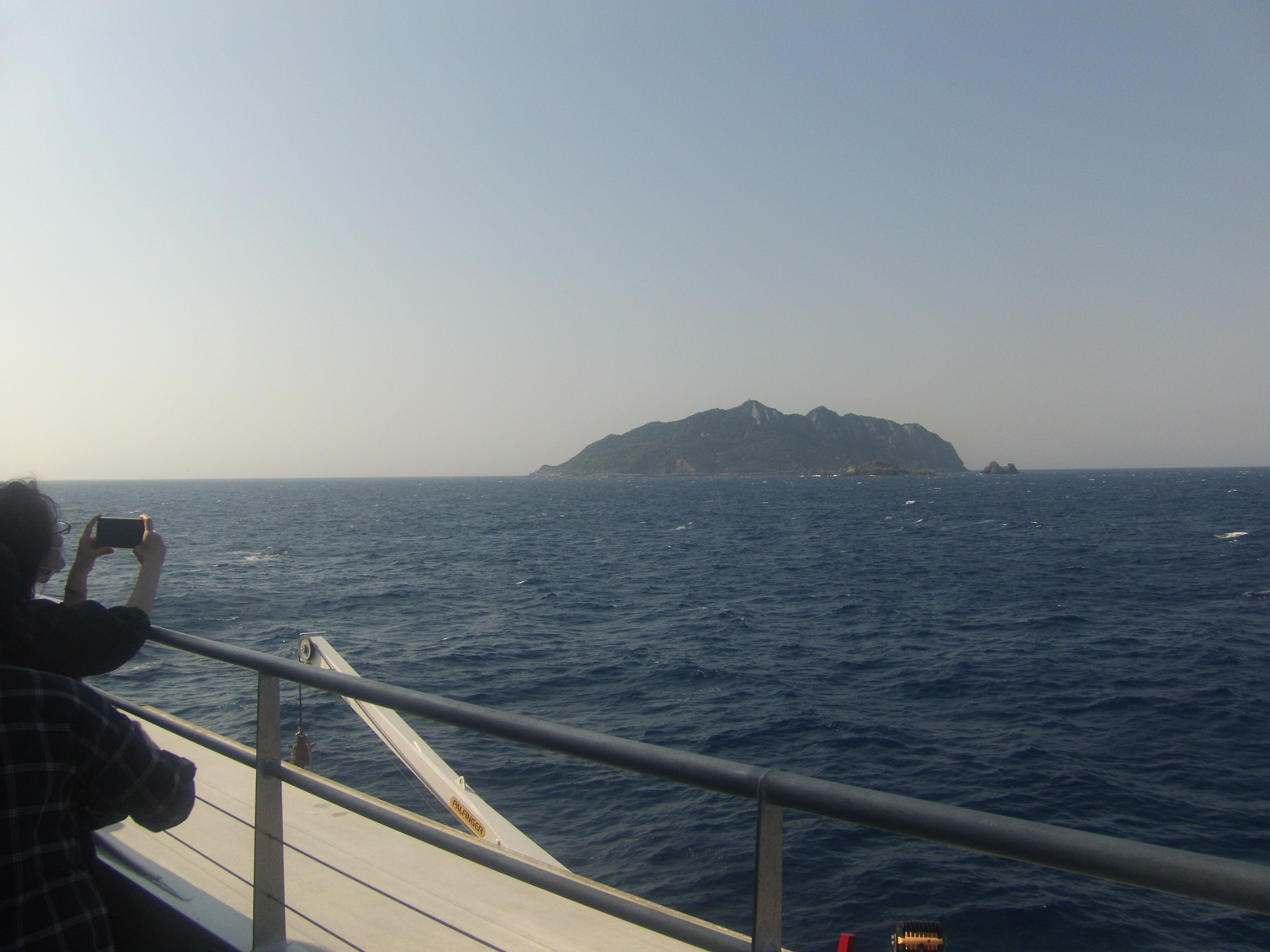
クルーズの様子（島を東方向から）

また、新型コロナウイルス感染症により失われた観光需要の回復や地域経済の活性化に向け、令和3年に観光庁が地域に根ざした様々な関係者が連携して観光資源をブラッシュアップする支援業務「地域の観光資源の磨き上げを通じた域内連携促進に向けた実証事業」に宗像市の『世界遺産・宗像海人族　遊漁船活用による沖ノ島遠望及び体験プログラム造成事業』が選定され、地先権がある筑前大島の釣り船を利用し、沖ノ島への遊覧船とする事業の計画が始動する。以前は沖ノ島の瀬渡しをしていた渡し船が、世界遺産登録により約2キロ以内に近付けなくなり、釣り需要が減ったことへの救済的措置の意味もあり、宗像信仰を信奉する地元の漁業関係者（宗像海人族(の末裔)）が船上で沖ノ島に上陸した時の話などを語り部として伝える。但し、直近に船舶職員及び小型船舶操縦者法の改正があり、船舶安全法や遊漁船業の適正化に関する法律との調整に加え、知床遊覧船沈没事故の発生で運航基準や装備の厳格化が求められるようになり、直ちに就航させることが難しい状況にあったが、2024年6月に初となる特別ツアーを実施することになった（島への上陸はない）。

## 沖ノ島が登場する作品

### 小説
- 『姫神』安部龍太郎 文芸春秋 - 聖徳太子と遣隋使を支えた宗像一族を描き、沖ノ島での祭祀の様子も描かれている。
- 『ST 警視庁科学特捜班 沖ノ島伝説殺人ファイル』今野敏 講談社 - 沖ノ島の港湾工事現場で発生した水死事件を巡り、特殊能力を持つ刑事たちが捜査にあたる。島で見聞きしたことを誰にも話してはいけない「御言わず様（不言様）」の掟などを紹介している。

### 漫画
- 『海の民宗像 玄界灘の守り神』太神美香(画) 梓書院 - 世界遺産登録を目指す沖ノ島を紹介する宗像市世界遺産登録推進室編著による学習漫画。

### 絵本
- 『みあれ祭の日に』『また逢えたなら』宗像未来ガールズ(文・絵) アリエス・ブックス - 宗像市の中学生で構成された「宗像未来ガールズ」が沖ノ島のことや宗像大社のことに関して考えた物語。